# Inkwell
Inkwell (auch kurz Ink genannt) ist ein Programm zur Handschrifterkennung, das voll in das Textsystem von Apples Mac OS X integriert ist. Es wurde mit Mac OS X 10.2 eingeführt. Inkwell unterstützt die englische, französische und deutsche Sprache. Inkwell wurde von Brandyn Webb entwickelt, basiert jedoch ursprünglich auf Rosetta, einer Technik, die auf dem PDA Newton von Apple vorhanden war.
Inkwell funktioniert nur mit einem Grafiktablett als Eingabegerät. Ist dieses Grafiktablett mit dem Computer verbunden, können in der Systemsteuerung alle Einstellungen zur Bedienung von Inkwell festgelegt werden. Ist Inkwell aktiviert, erscheint ein halbtransparentes, dynamisch mitwachsendes gelbes Notizfenster, in das der Benutzer schreiben kann. Nach Ende der Eingabe wird der erkannte Text automatisch in das aktuell aktive Programm eingefügt. Bei nicht aktivierter Handschriftenerkennung kann zum Beispiel alternativ eine handgezeichnete Skizze in das aktive Programm eingefügt werden.
Anfang 2008 stellte der Computer-Hersteller Axiotron das Tablet-Notebook ModBook vor. Das ModBook ist das erste Touchscreen-Notebook, das Inkwell benutzt.